# Igor' Netto
Igor' Aleksandrovič Netto (in russo Игорь Александрович Нетто?; Mosca, 9 gennaio 1930 – Mosca, 30 marzo 1999) è stato un calciatore e allenatore di calcio sovietico, di ruolo difensore o centrocampista.
Storico capitano dell'Unione Sovietica che vinse le Olimpiadi di Melbourne 1956 e gli Europei del 1960, è stato votato dagli appassionati di calcio ex-sovietici come il più forte centrocampista e uno dei più forti tra i giocatori sovietici di tutti i tempi.

## Vita privata
Nato a Mosca nel 1930 da una famiglia immigrata dall'Italia nel XVIII secolo, si appassionò al calcio fin da bambino giocando in piccoli campetti ricavati nelle strade della capitale. Giocò anche per la squadra di hockey su ghiaccio dello Spartak, disputando 22 partite come attaccante nelle stagioni 1948-1949 e 1950-1951 nel massimo campionato sovietico durante la pausa invernale del calcio. Smise per la paura che i troppi infortuni connessi a questo sport gli pregiudicassero la possibilità di continuare con il calcio. Negli anni ottanta iniziò a soffrire per la malattia di Alzheimer e morì nel 1999.

## Caratteristiche tecniche
Giocatore mancino, fu famoso per l'ottimo controllo di palla, che gli rese facile passare da centrocampista arretrato a centrocampista centrale. Divenne uno dei migliori interni e giocatori a tutto campo di sempre, instancabile nel difendere e appoggiare l'attacco. Tra le sue caratteristiche migliori vi erano il dinamismo, lo stile, la tecnica, la compostezza, la grande visione di gioco e la forte personalità di leader. Prediligeva il possesso palla e l'avanzamento con una rete di passaggi, fu quindi molto critico dei lanci lunghi dalla difesa a scavalcare il centrocampo. A un compagno, che buttò in avanti il pallone ricevuto al calcio d'avvio, disse che doveva passare il pallone a un uomo e non alla folla. Era molto sicuro di sé e non rischiava di perdere il pallone sbagliando un passaggio.
Fu anche famoso per il suo fair play, ai Mondiali del 1962 in Cile fece notare all'arbitro di Unione Sovietica Uruguay, sul risultato di 1-1, che il pallone finito in rete dopo il tiro del compagno Igor' Čislenko era entrato dall'esterno della rete attraverso un buco nella stessa, e l'arbitro annullò il gol del 2-1 che aveva concesso; i sovietici ne segnarono comunque un altro e vinsero 2-1. Questo ed altri episodi simili con cui si guadagnò il rispetto di compagni e avversari fanno di Netto uno dei più grandi gentiluomini del mondo del calcio.

## Carriera

### Giocatore

#### Club
Giocò per tutta la carriera nello Spartak Mosca, con cui debuttò a 19 anni nel 1949. Era la società sportiva del più grande sindacato operaio del Paese e da 10 anni non vinceva il massimo campionato. Quello stesso anno arrivò allo Spartak il grande attaccante Nikita Simonjan, che fu con Netto alla base del rilancio della squadra. Netto fu inizialmente schierato come centrocampista laterale difensivo, sebbene avesse attitudini più offensive dei pari ruolo dell'epoca. Fu in seguito spostato nel ruolo di centrocampista centrale diventando il cardine del gioco. Aveva una forte personalità e un grande ascendente sui compagni che gli permisero di diventare il leader dello Spartak e della Nazionale, e che gli valsero la fascia di capitano quando era ancora giovane, malgrado molti suoi compagni fossero più vecchi ed esperti.
Con il cambiamento di allenatore nel 1952 arrivò il primo trionfo in campionato dopo molti anni di attesa. Netto fu il motore del grande Spartak che tra il 1952 e il 1963 vinse cinque titoli nazionali e tre Coppe dell'URSS. Nelle diciotto stagioni di militanza con la squadra moscovita, collezionò 368 presenze coronate da 36 reti. Al suo ritiro, nel 1966, tornò per un breve periodo all'hockey su ghiaccio come allenatore.

#### Nazionale
L'esordio in Nazionale avvenne nel 1952, quando il ct Boris Arkad'ev lo convocò in vista del torneo di calcio ai Giochi olimpici di Helsinki. Netto debuttò giocando da titolare fin dal primo turno, il 15 luglio contro la Bulgaria, battuta per 2-1. Nel secondo turno contro la Jugoslavia, l'Unione Sovietica perdeva 5-1 a 15 minuti dal termine ma riuscì a chiudere l'incontro sul 5-5. Nella ripetizione ebbe la meglio con il risultato di 3-1 la Jugoslavia, futura medaglia d'argento.

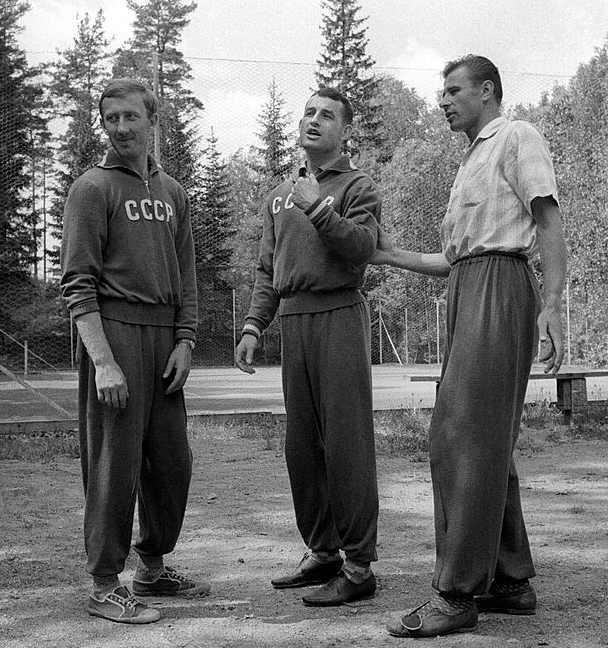
Da sinistra, Netto, Sergei Salnikov e Yashin nel 1958 in Svezia

Nel 1954, dopo l'addio alla Nazionale di Vsevolod Bobrov, Netto divenne capitano del team sovietico. L'anno dopo, il 16 settembre in amichevole contro l'India (battuta 11-1), Netto realizzò il primo gol con la maglia della Nazionale. Nel 1956, ai Giochi Olimpici di Melbourne, la sua squadra vinse la medaglia d'oro battendo in finale per 1-0 la Jugoslavia. L'impresa valse a Netto e agli altri olimpionici nel 1957 l'onorificenza dell'Ordine di Lenin, la più grande decorazione sovietica, per il contributo allo sport nazionale.
Nel 1958 Netto prese parte al Mondiale di Svezia, ma a causa di un grave infortunio a un ginocchio giocò solo la partita della prima fase persa per 2-0 contro il Brasile di Pelé. Nella prima edizione del Campionato europeo di calcio nel 1960 fu il capitano della squadra che vinse il torneo battendo in finale la Jugoslavia per 2-1 dopo i tempi supplementari. Alla fine del torneo circolò la voce di un suo passaggio al Real Madrid. I giocatori che vinsero il titolo europeo e l'Olimpiade sono conosciuti come la generazione d'oro del calcio sovietico, tra i suoi compagni più forti vi erano il grande portiere Jašin e l'attaccante Ivanov.
Nel 1962, al mondiale cileno, i sovietici con Netto terminarono il girone finendo a pari punti con l'Inghilterra e passarono il turno sconfiggendola nello spareggio. Furono quindi eliminati nei quarti di finale dal Cile. L'anno seguente Netto fece la sua penultima apparizione in Nazionale, mentre l'ultima presenza fu nell'incontro pareggiato 0-0 con l'Austria il 16 maggio 1965; chiuse la carriera con la maglia dell'URSS dopo 54 partite e 4 gol.

### Allenatore
Ritiratosi dall'attività di calciatore nel 1966, Netto iniziò l'anno seguente quella di allenatore. I ciprioti dell'Omonia furono il suo primo club, seguito dai connazionali dello Šinnik Jaroslavl' e dalla Nazionale iraniana. Nel 1977 passò ai greci del Panionios, per poi fare rientro in Unione Sovietica per allenare gli azeri del Neftçi Baku. Chiuse la carriera allo Spartak Mosca lavorando con le giovanili.

## Riconoscimenti
Dopo la sua morte, lo Spartak intitolò al suo nome uno degli stadi in cui la squadra giocava.

## Palmarès

### Giocatore

#### Club
- Campionato sovietico di calcio: 5

Spartak Mosca: 1952, 1953, 1956, 1958, 1962
- Coppa dell'URSS: 3

Spartak Mosca: 1950, 1958, 1963, 1965

#### Nazionale
- Oro olimpico: 1

Melbourne 1956
- Campionato d'Europa: 1

Francia 1960